# Zack Clayton
Zachary M. Clayton, detto Zack (Contea di Gloucester, 17 aprile 1913 – Filadelfia, 20 novembre 1997), è stato un cestista e arbitro di pugilato statunitense, dal 2017 fra i membri del Naismith Memorial Basketball Hall of Fame.

## Biografia
Considerato fra i più affermati cestisti afroamericani degli anni trenta e quaranta, giocò principalmente nei New York Rens, squadra con cui vinse la prima edizione assoluta del World Professional Basketball Tournament nel 1939. Quattro anni più tardi rivinse il campionato con la maglia dei Washington Bears. Giocò, fra le altre squadre, anche negli Harlem Globetrotters. Si ritirò nel 1949.
Cessata l'attività professionistica da cestista, si dedicò a quella di arbitro di pugilato. Raggiunse in breve tempo livello molto alti e nel 1952 divenne il primo arbitro afroamericano ad arbitrare una finale mondiale dei pesi massimi (tra Jersey Joe Walcott e Ezzard Charles). Raggiunse l'apice della carriera di arbitro nel 1974: fu lui a dirigere lo storico incontro "The Rumble in the Jungle" fra George Foreman e Muhammad Ali a Kinshasa.